# 박연미
박연미(朴研美, 1993년 10월 4일~)는 북한이탈주민이자 대한민국의 인권 운동가이다. 2007년 탈북해 중국으로 간 후 2009년 대한민국에 정착하게 되었다. 채널 A의 프로그램 《이제 만나러 갑니다》에는 박예주라는 이름으로 출연하였다.

## 생애
북한이탈주민이자 미국에서 활동하는 북한 인권 운동가. 2014년 영국 BBC '올해의 여성 100인'에 선정되기도 했다.
1993년 10월 4일, 량강도 혜산시에서 아버지 박진식과 어머니 변금숙 사이의 둘째 딸로 태어났다. 2008년에 탈북하여 어머니와 함께 중국과 몽골을 거쳐서 16살(고등학교 1학년)이었던 2009년 가을에 대한민국에 정착했다. 아버지는 탈북할 시기에 대장암에 걸려 있었기 때문에 중국에서 사망했다. 이제 만나러 갑니다에 출연한 경력이 있는데, 여기서는 박예주라는 예명을 사용했다.
북한 인권을 알리기 위해서는 영어가 중요하다고 판단하여 대한민국에서 살 때 일요일에도 쉬지 않고 하루에 약 9시간씩 열심히 영어를 공부했다고 한다. 영어를 사용해서 통일 한국과 세계를 잇는 역할을 하고 싶다고 말하기도 했다.
동국대학교 경찰행정학과에 입학했으며, 편입을 통해 미국 컬럼비아 대학교 School of General Studies로 유학을 갔다.
2016년 12월, 뉴욕에서 투자 컨설팅업계에 종사하는 백인계 미국인 남성과 결혼하면서 미국에 정착하였다. 2018년 3월에 아들이 태어났다. 이후 2021년 유튜브 채널을 통해서 이혼했다고 밝혔다.
2021년 3월, 유튜브 채널 북한을 바꾸다에서 약 한 달 후에 미국 국적으로 귀화가 완료될 것이라고 언급했다. 북한 인권 운동가라는 특수성 때문에 신변의 안전을 위해서 미국 시민권을 취득할 수밖에 없었다고 하였다. 어머니와 언니는 여전히 대한민국에 살고 있다고 언급했다.
2014년 10월, 동아일랜드 '세계 젊은 지도자 회의(One Young World Summit)'에서 연설해 화제를 모았다. 이 연설로 북한 내 인권 유린의 심각성이 제고되었다. 해당 영상은 유튜브 조회수 800만회를 넘겼으며, 일본 등 세계 여러 나라 언어로 번역됐다.

## 자서전
- Park, Yeonmi (2015년 9월 30일). 《In Order to Live: A North Korean’s Journey to Freedom》 (영어). The Penguin Press. 288쪽.

## 같이 보기
- 신동혁 (1982년)
- 북한 언론 보도
- 나이라 증언